# ランチハンド作戦

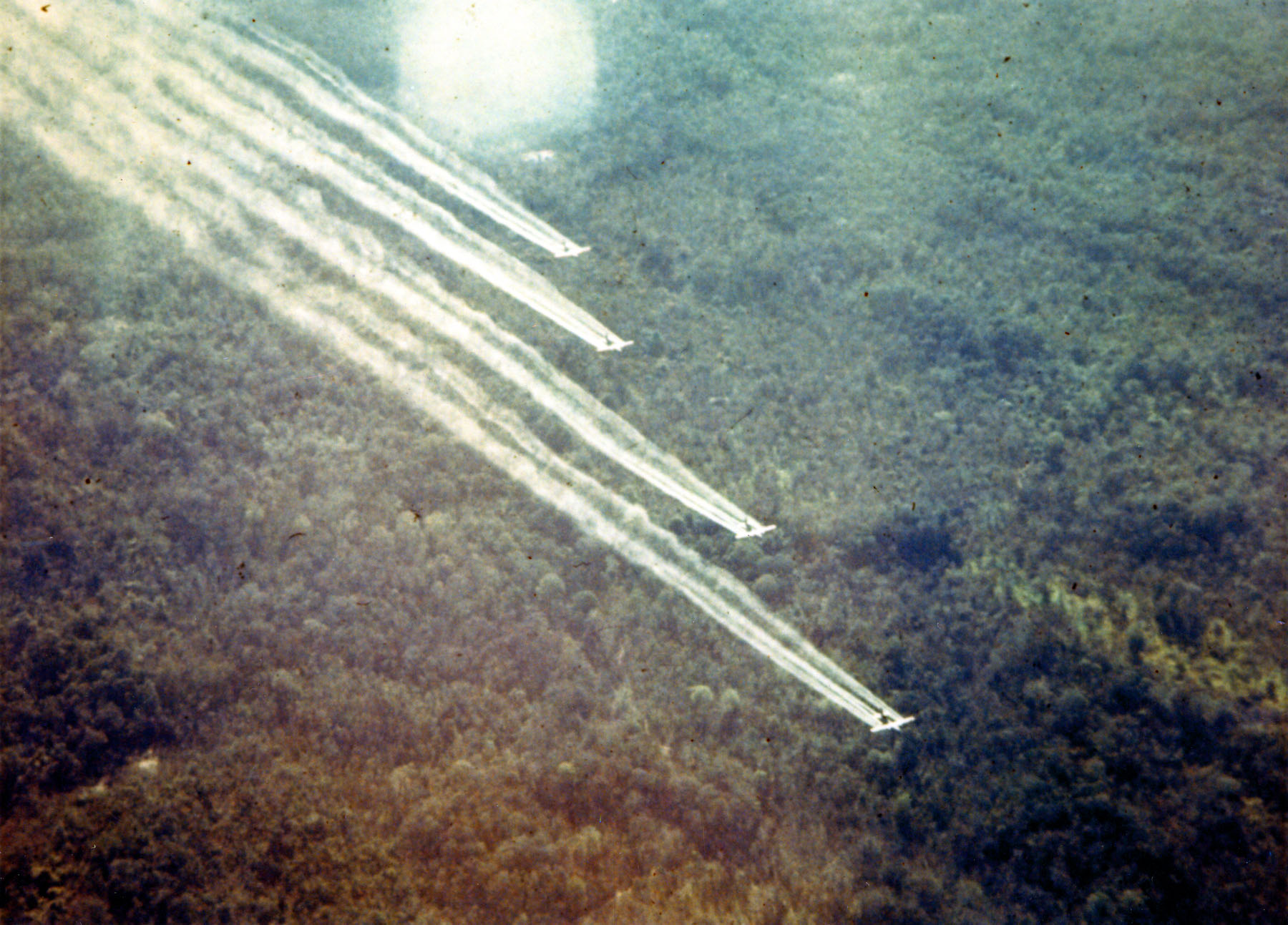
ランチハンド作戦での任務を遂行する4機の米軍航空機C-123、1960年代

ランチハンド作戦（英:Operation Ranch Hand）は、ベトナム戦争中の1961年8月 から1971年にかけて行われたアメリカ軍の軍事作戦である。ベトナム共和国（南ベトナム）においてベトコンが潜む森林を失わせ、同時に食料を奪う目的で農村部一帯に推定1,200万ガロンもの枯葉剤を散布した。この作戦にはジュネーヴ条約違反であるとの非難もなされる。日本では枯葉剤作戦、枯葉作戦とも呼ばれる。
散布地域にいた住民は健康被害を訴え「ベトナム枯葉剤被害者協会」を設立しており、その子や孫、ひ孫世代も病気や奇形が発生していると訴えている。ベトナム戦争に勝利して南ベトナムを併合したベトナム社会主義共和国は、第2世代までに毎月80ドン以上を給付しているが、第3世代以降は救済対象外である。アメリカ政府は健康被害との因果関係は認めておらず、被害者協会が枯葉剤を製造した化学会社に対してアメリカで起こした損害賠償請求も棄却されたが、アメリカ合衆国国際開発庁とベトナム政府が土壌汚染の除染をダナンとビエンホアの空港で2012年から行っているほか、日本政府は被害者の職業訓練を支援している。

## 枯葉剤

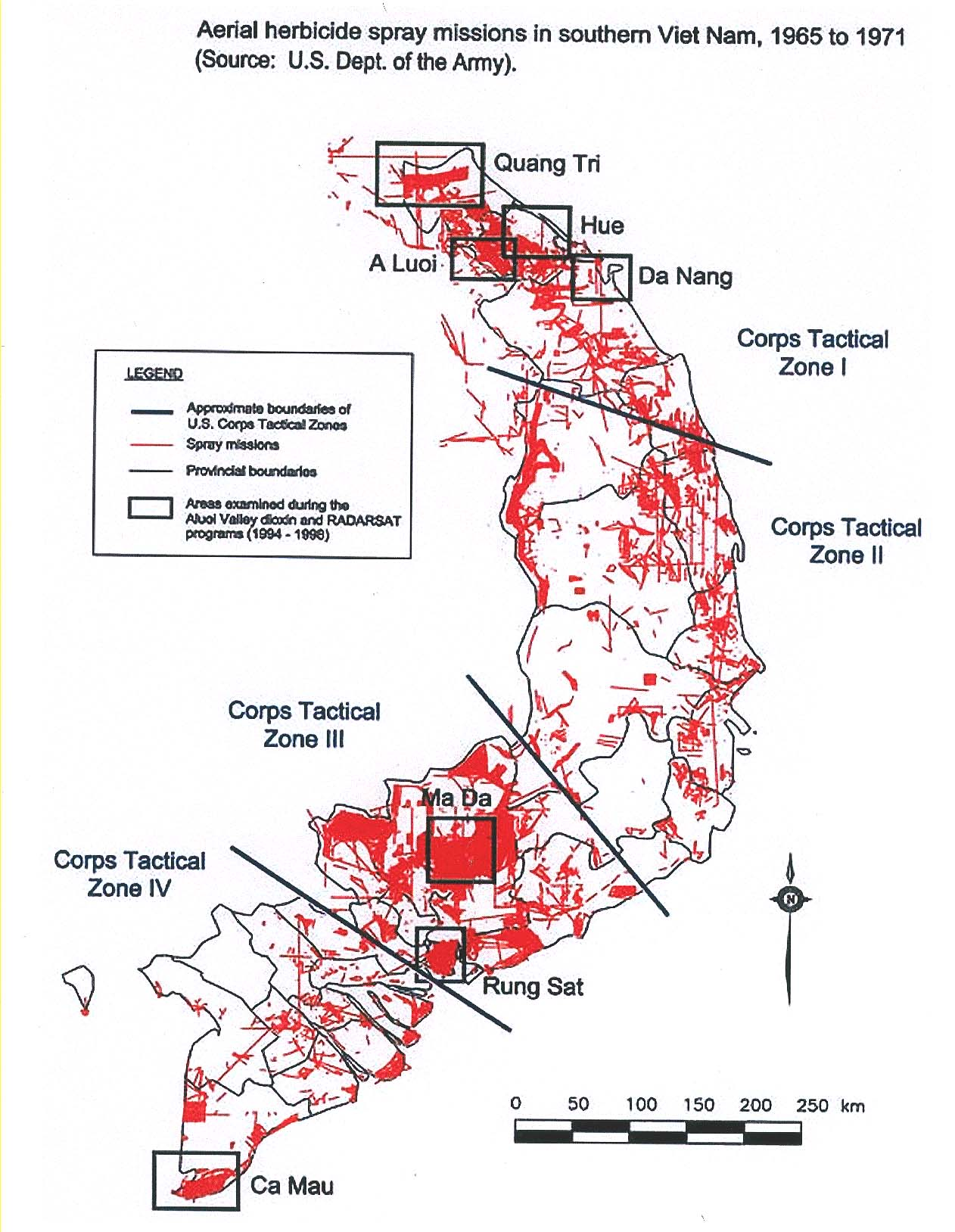
1965年-1971年におけるベトナム共和国への枯葉剤空中散布（赤色）。アメリカ合衆国陸軍省資料より。

この作戦のために当時のジョン・F・ケネディ政権により、ダウ・ケミカルやモンサント社のような化学メーカーは以下の枯葉剤の生産を命じられた
- オレンジ剤（Agent Orange）
- ホワイト剤（Agent White）
- パープル剤（Agent Purple）
- ピンク剤（Agent Pink）
- グリーン剤（Agent Green）
- ブルー剤（Agent Blue）

この中で最も大量に用いられたのはオレンジ剤であり、現在は高濃度のダイオキシン類との混合物である事が知られている。1,200万ガロン以上のオレンジ剤やその他の枯葉剤がアメリカ軍の航空機によって東南アジアに散布された。
2005年にニュージーランド政府は、紛争においてアメリカ軍にオレンジ剤が供給されたと立証した。1960年代初頭から1987年にかけて、枯葉剤の主成分の一つ2,4,5T農薬がニュープリマスのプラントで製造され東南アジアの米軍基地に海上輸送されたとされる。

## 作戦
1961年以降行われたランチハンド作戦の重点エリアはメコン・デルタ地帯であり、ここではアメリカ海軍の哨戒艦艇が水面下から生える下草に隠れた敵の攻撃から被害を受けやすかった。この作戦は、1971年5月にベトナム共和国空軍のビエン・ホア航空基地（en:Bien Hoa Air Base）において終了した。
このほかに北ベトナムに近いダナン南方なども対象となり、被害者協会は合計260万ヘクタールに約8000万リットルの枯葉剤がまかれた。

## 関連年表

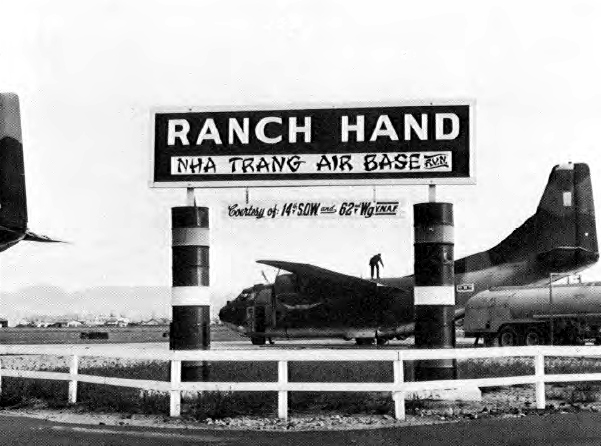
「ランチハンド」と書かれた看板とC-123輸送機。カインホア省ニャチャン基地、1960年代。

- 1961年4月12日：アメリカ国防総省国家安全保障担当大統領次席特別補佐官ウォルト・ロストウ、枯葉作戦の現地調査勧告。
- 1961年8月10日：コントゥム省北部で秘密作戦開始、国道14号線にベトナム共和国軍のマークをつけたアメリカ軍機が枯葉剤を実験散布。
- 1961年11月28日：C-123輸送機6機がノースカロライナ州のポープ空軍基地を出立
- 1961年11月30日：アメリカ合衆国大統領ジョン・F・ケネディは「疑わしい地域の森を枯らすために」除草剤（＝枯葉剤）を使うことを決断、作戦遂行を承認。
- 1962年1月10日：C-123輸送機で散布演習。ベトナム共和国政府、枯葉作戦公式発表。
- 1962年1月13日：アメリカ空軍によるランチハンド作戦正式に開始、国道15号周辺に枯葉剤 (紫)を散布。
- 1963年6月6日：ベトナム南端カマウ岬に対する枯葉作戦開始。
- 1965年1月22日-2月18日：タイニン省ボイロイの森への枯葉作戦、出撃101回。
- 1965年3月24日：ダウ・ケミカル本社でダイオキシン類の毒性に関する秘密会議、化学企業4社が参加
- 1965年12月6日：ラオスでの枯葉作戦開始（1969年9月まで）。
- 1966年頃：ダウ・ケミカルがフィラデルフィアにあるホルムズバーク刑務所の囚人70人を対象にダイオキシン類投与の人体実験。
- 1966年1月：ハーバード大学のジョン・エドソール（John Edsall）ら、米大統領リンドン・ジョンソンに枯葉作戦中止要請。
- 1967年2月5日：軍事境界線 (ベトナム) の非武装地帯で枯葉作戦
- 1967年2月14日：ジョン・エドソールを代表とする米科学者5000人は、抗議書に署名し、ジョンソン大統領に枯れ葉剤使用の即時中止を求めた。
- 1967年4月27日：ベトナム派遣米軍最高司令官ウィリアム・ウェストモーランド 、非武装地帯北の「浸透ルート」への枯葉作戦要求。
- 1967年6月12日：アメリカ合衆国国務省がこれを許可
- 1969年6月26日：サイゴンの新聞『ティン・サン』が「枯葉作戦で出産異常激増｣の記事連載開始。ベトナム共和国のグエン・バン・チュー政権、発禁処分に。
- 1969年7月24日：三井東圧化学大牟田工業所で製造した枯葉剤原料のオーストラリアへの輸出が報道で発覚。
- 1969年9月6日：ベトナム派遣米軍最高司令官クレイトン・エイブラムス、枯葉作戦の出撃数は月平均で最低400回が必要とアメリカ国防総省に回答。
- 1969年秋：アメリカ国立衛生研究所のコートニーら、ネズミを使った実験で、2,4,5Tの催奇形性を報告。
- 1969年12月27日：アメリカ科学振興協会（AAAS）理事会、ベトナムでの枯葉剤使用即時中止を決議
- 1970年4月15日：米国防総省、2,4,5Tの使用中止を発表。
- 1970年10月：米国科学アカデミー、「ベトナムにおける枯葉剤の影響に関する委員会」設立。
- 1971年1月7日：C-123輸送機での枯葉作戦を終了。ヘリコプター散布は継続。
- 1971年10月31日：リチャード・ニクソン政権により、アメリカ空軍ヘリコプターによる枯葉作戦完全終了[9]